# Brachistus
Brachistus é um género botânico pertencente à família Solanaceae.

## Espécies
- Brachistus affinis
- Brachistus hunzikeri
- Brachistus knappiae
- Brachistus nelsonii
- Brachistus spruceanus
- Brachistus stramoniifolius